# 16:9
El format 16:9 o 1.77:1 (16 d'amplada i 9 d'alçada) és la forma de visualització de televisors i pantalles panoràmics (inclosos els alta definició) i significa que per cada 16 unitats en horitzontal tindrem 9 unitats en vertical. És un format de la relació d'aspecte, que consisteix en la relació de proporció de l'amplada per l'alçada d'una pantalla i es calcula dividint l'amplada per l'alçada de la imatge visible en la pantalla.
Aquest format, davant del tradicional 4:3, s'aproxima millor al camp de visió humà, és a dir, permet captar més informació de la realitat i així augmentar la sensació d'integrar-se a l'escenal.

## Origen
El 16:9, també conegut com a format panoràmic, és el format de proporció d'imatge que va reemplaçar el tradicional 4:3.
Des dels inicis del cinema, es va definir la proporció 4:3 com l'estàndard per la projecció d'imatges en moviment, i va ser el que més endavant es va utilitzar a la televisió.
Van ser precisament les emissions de televisió les detonants de l'aparició dels formats panoràmics, antecessors del 16: 9. Quan en els anys 50 la televisió es va convertir en l'amfitrió de l'oci dels nord-americans i més endavant de la resta del món, el cinema, que començava a flaquejar en espectadors, va haver de recórrer a noves armes per recuperar el seu lloc.
Des de l'aparició de color, no hi havia hagut grans avenços, així que es va investigar la manera de fer la imatge més espectacular.
La major 20th Century Fox va ser la primera, va crear el CinemaScope, aquest format utilitzava 4 perforacions per fotograma i una velocitat de 24 imatges per segon, la imatge que es veia a la pantalla era espectacular, tenia una resolució d'aspecte de 2.66.1. La primera pel·lícula de CinemaScope va ser How to marry a millionaire, al 1953. Més endavant van canviar la relació d'aspecte a 2.35.1.
Després d'això les altres majors de Hollywood es van posar a treballar per millorar la invenció de Fox, Paramount va fer el VistaVision, el qual tenia una relació d'aspecte que podia variar entre 1.66.1 i 1.96.1.
Però cap dels dos anteriors sistemes podia comparar-se amb el qual va crear Michael Todd, el Todd-AO. La definició d'imatge era molt alta i la relació d'aspecte va arribar a l'escala 2.21.1. Van sorgir més adaptacions panoràmiques, però cap va aconseguir les proporcions del 16:9.

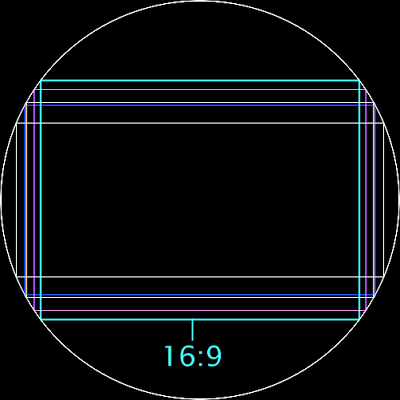
Origen de la proporció 16:9.

Seguint en aquest context històric, als anys 80, quan es van començar a definir-se les bases de la televisó del futur (la HDTV), es va decidir canviar la relació d'aspecte a una altra més similar a la cinematogràfica. A causa dels nombrosos formats amb diferents proporcions que havien sorgit en anys anteriors, era difícil definir un estàndard. Així que es va arribar a una solució de compromís.
El procés va ser senzill, es van situar cadascun dels formats cinematogràfics creats fins al moment, un sobre un altre, de manera concèntrica i es va traçar una circumferència envoltant. Inscrit en aquesta circumferència es va traçar un rectangle que englobés tots els altres formats. Aquest rectangle que englobava tots els altres tenia, com podeu imaginar, proporcions 16:9.

## Al cinema
Algunes pel·lícules utilitzen 16:9, però la majoria utilitza 16:10, que és encara més panoràmic.

## A la televisió
A la dècada dels 90 es van començar a desenvolupar els sistemes de televisió d'alta definició. Així que es va haver d'adaptar la imatge tradicional 4:3 a les pantalles de 16:9, mitjançant el pillarbox, ampliant la imatge fins que ocupés tota la pantalla o deformant la imatge.
Però la creació de les pantalles de 16:9 no va fer que les pel·lícules del cinema encaixessin perfectament en la pantalla de televisió, aquest format resulta una relació insuficient per projectar el format del cinema, així que tampoc s'evita el letterboxing.

## Resolució d'una imatge
La resolució d'una imatge depèn de la relació d'aspecte, el format 16:9 és l'únic que permet configurar una resolució d'alta definició. En trobem cinc: 
- 720p (amb 16:9): té 720 línies horitzontals, amb 1280 píxels per línia.
- 1080p i 1080i (amb 16:9): té 1.080 línies horitzontals, amb 1.920 píxels per línia.[6]
- 1440p-2K (amb 16:9): té 1.440 línies horitzontals, amb 2560 píxels per línia.
- 1800p-3K (amb 16:9): té 1.800 línies horitzontals, amb 2880 píxels per línia.
- 2160p-4K (amb 16:9): té 2160 línies horitzontals, amb 3840 píxels per línia